# Sabina Babayeva
Səbinə Babayeva (Bakú, RSS de Azerbaiyán, Unión Soviética, 2 de diciembre de 1979) es una cantante azerí que representó a su país en el Festival de la Canción de Eurovisión 2012.

## Biografía
Səbinə Babayeva nació en Bakú, Azerbaiyán, el 2 de diciembre de 1979. Entró en el mundo de la música desde temprana edad. Después de graduarse de la Escuela de Música Asaf Zeynally con un grado de artes vocales, participó en varios concursos de canto, tanto como en su país como en el extranjero. Se hizo mayormente conocida en su país natal por haber interpretado la canción "Roya kimi", que fue utilizada como el tema principal de la serie de televisión azerí Bayaz hayat.

### Festival de la Canción de Eurovisión 2012
Babayeva participó en la final nacional de 2011 para representar a Azerbaiyán en Eurovisión de ese año pero quedó en el tercer lugar en la ronda en la que estaba concursando.
En 2012, Səbinə participó nuevamente en la final nacional para representar a su país en Eurovisión, obteniendo el primer lugar. Semanas después, el 17 de marzo de 2012, se presentó la canción que defendió en el festival, el cual se celebró por primera vez en su país y ciudad natal. La canción, titulada "When the music dies", está compuesta por Stefan Örn, Anders Bagge, Johan Kronlund and Sandra Bjurman, siendo Örn y Bjurman los autores de "Running Scared", la canción ganadora de Eurovisión 2011. Acabó en la final en la 4º posición con 150 puntos.